# Kimura Kaishū

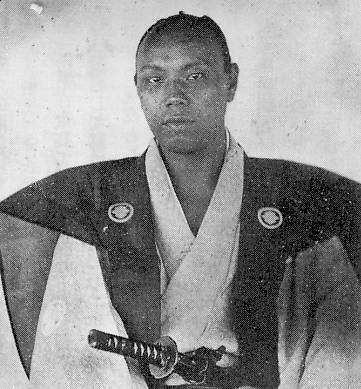
Kimura Kaishū

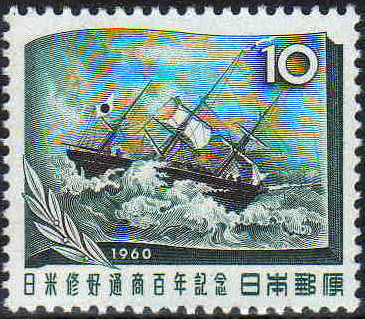
„Kanrin Maru“

Kimura Kaishū (japanisch 木村 芥舟; geboren 27. Februar 1830 in Edo; gestorben 9. Dezember 1901) war ein japanischer Samurai, der Staatsbediensteter des Bakufu war. 

## Leben und Wirken
Kimura Kaishū – er hieß bis 1868 Kimura Yoshitake – war ein Sohn des Hatamoto Kimura Yoshihiko (木村 喜彦). 1848 machte er erfolgreich seinen Abschluss an der konfuzianischen Schule „Shōheizaka Gakumonjo“ (昌平坂学問所) in Edo. Aufgrund der Personalförderungspolitik des Leiters des Shogunats Abe Masahiro wurde er 1856 nach Nagasaki geschickt, wo er die Aufsicht über die Ausbildung von Matrosen übernahm.
1859 wurde Kimura „Schlachtschiff-Kommissar“ (軍艦奉行, Gunkan-bugyō). Als 1860 eine Regierungsdelegation unter Leitung von Mizuno Tadanori (水野 忠徳; 1810–1868) auf einem amerikanischen Schiff in die USA reiste, um den „Japanisch-amerikanischer Freundschafts- und Handelsvertrag“ gegenzuzeichnen, ging er als Kommandeur an Bord der „Kanrin Maru“ und überquerte den Pazifischen Ozean demonstrativ mit eigenen Mitteln. Mit an Bord waren unter anderem Katsu Kaishū, Fukuzawa Yukichi, mit dem er sich anfreundete, mit Ono Tomogorō (小野 友五郎; 1817–1898) und Akamatsu Noriyoshi (赤松 則良; 1841–1920). Im September 1863 schlug er eine Erweiterung der Marine vor und trat zurück, als das Shogunat das ablehnte.
Im folgenden Jahr wurde er Leiter der Ausbildungsstätte „Kaiseisho“, dann „Metsuke“ (目付), also offizieller Beobachter regierungsfeindlicher Personen oder Unternehmungen. Im November 1865 trat er zurück, weil er gegen das verstärkte Einschränken des Außenhandels durch das Shogunat war. Er blieb aber weiterhin für das Bakufu tätig. 1866 wurde er wieder Schlachtschiff-Kommissar, im Februar 1868 „Marine-Aufseher“ (海軍所頭. Kaigun shotō) und im März desselben Jahres Leiter des Finanzwesens (勘定奉行, Kanjō bugyō) der Regierung. Als es 1868 zum Sturz des Shogunats kam, setzte er sich für eine friedliche Übergabe von Edo ein und bewahrte die Stadt so vor der Zerstörung durch die kaiserlichen Truppen. 
Die neue Regierung wollte Kimura zur Mitarbeit verpflichte, aber er lehnte das ab und reichte im Juni seinen Rücktritt ein. Im Juli zog er sich aus der Öffentlichkeit zurück und nannte sich nun „Kimura Kaishū“. Er befasste sich mit Poetik und publizierte 1892 „Sanjūnen-shi“ (三十年史) – „Dreißig Jahre Geschichte“, ein Werk, in dem er die Politik und Diplomatie am Ende der Edo-Zeit behandelte. Fukuzawa schrieb das Vorwort dazu und unterzeichnete als „Yukichi Fukuzawa, ein Diener des ehemaligen Gunkan-bugyō Kimura“.